# Boninthemis insularis
Boninthemis insularis är en trollsländeart som först beskrevs av Oguma in Matsumura 1913.  Boninthemis insularis ingår i släktet Boninthemis och familjen segeltrollsländor. IUCN kategoriserar arten globalt som akut hotad. Inga underarter finns listade i Catalogue of Life.